# K̂
Cette page contient des caractères spéciaux ou non latins. S’ils s’affichent mal (▯, ?, etc.), consultez la page d’aide Unicode.
K̂ (minuscule : k̂), appelé K accent circonflexe, est un graphème utilisé dans l’écriture du khinalug ou dans la romanisation de l’alphabet cyrillique ISO 9. Il s’agit de la lettre K diacritée d'un accent circonflexe.

## Utilisation
Le k̂ est utilisé dans l’alphabet khinalug de 2013.
Dans la romanisation du l’alphabet cyrillique ISO 9, ‹ K̂ › est utilisé pour translittérer le ka barre verticale ‹ Ҝ, ҝ ›.

## Représentations informatiques
Le K accent circonflexe peut être représenté avec les caractères Unicode suivants (latin de base, diacritiques), :
| formes    | représentations | chaînes de caractères | points de code | descriptions                                             |
| --------- | --------------- | --------------------- | -------------- | -------------------------------------------------------- |
| capitale  | K̂               | K◌̂                    | U+004B U+0302  | lettre majuscule latine k diacritique accent circonflexe |
| minuscule | k̂               | k◌̂                    | U+006B U+0302  | lettre minuscule latine k diacritique accent circonflexe |